# Siphona subarctica
Siphona subarctica là một loài ruồi trong họ Tachinidae.